# A Bola (község)
A Bola egy község Spanyolországban, Ourense tartományban. A Bola A Merca, Allariz, Rairiz de Veiga, Verea és Celanova községekkel határos. Lakosainak száma 1091 fő (2024).

## Népesség
A település népességének változása:
| Lakosok száma | 1567 | 1549 | 1497 | 1486 | 1398 | 1350 | 1251 | 1156 | 1088 | 1091 |
|               | 2001 | 2004 | 2007 | 2009 | 2012 | 2014 | 2017 | 2019 | 2022 | 2024 |